# Fortín de Santa Rosa

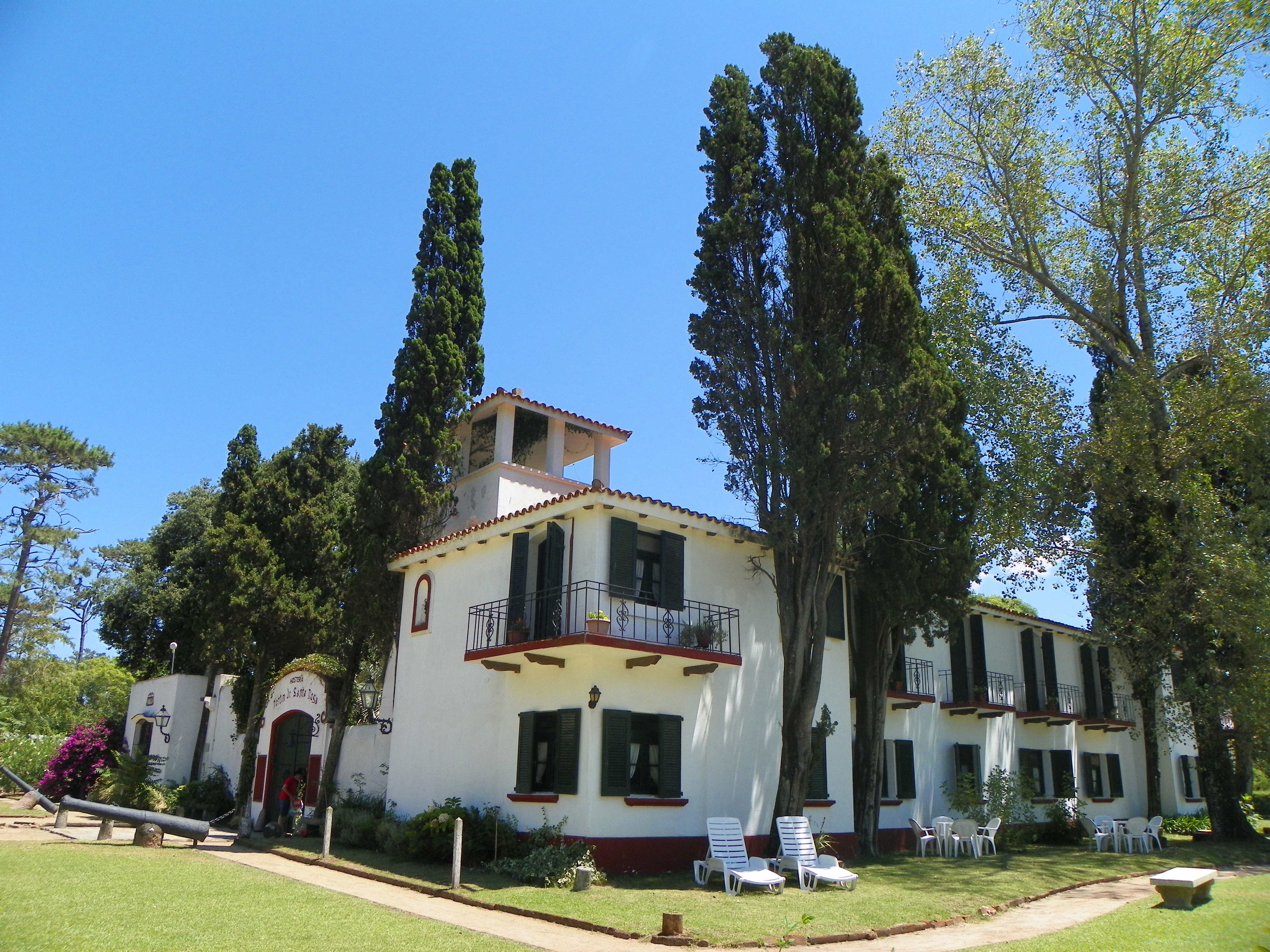
Fachada del Fortín de Santa Rosa, actualmente Hostería Fortín de Santa Rosa

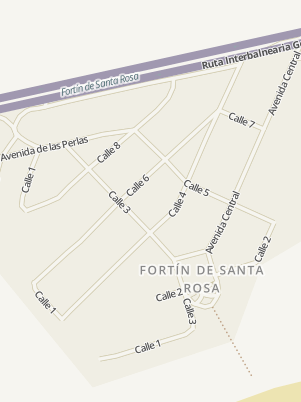
Plano de Fortín con nombres de calles.

Fortín de Santa Rosa, también conocido como El Fortín, es un balneario uruguayo del departamento de Canelones, perteneciente al municipio de Salinas. Tiene una comisión fomento con personería jurídica, con más de 60 años que gracias al aporte económico de vecinos ha logrado construir un balneario diferente en la costa de oro.

## Geografía
El balneario se ubica al sur del departamento de Canelones, sobre las costas del Río de la Plata, en la zona denominada Costa de Oro y en el km 41 de la ruta Interbalnearia aproximadamente. Limita al oeste con el balnario de Marindia y al este con el de Villa Argentina.

## Población
Según el censo de 2011 el balneario contaba con una población de 296 habitantes.
| 59            | 80 | 88 | 181 | 207 | 296 |
| (Fuente: INE) |    |    |     |     |     |

## Transporte

### Vías de comunicación dentro del mismo balneario
La calle Santa Rosa de Lima es la Avenida Central de El Fortín. La entrada principal dentro de la Ruta Interbalnearia, permite acceder a esta calle ya sea en dirección norte o en dirección sur. El Fortín está situado al sur de la Ruta Interbalnearia, por lo tanto al norte de esta la calle Santa Rosa de Lima es simplemente un camino.
La Avenida Central es la calle mejor arreglada, además de ser la más ancha del balneario. La intersección con la Calle 5, es una rápida vía para llegar a la Plaza José Artigas. Luego, la segunda calle más importante es la Calle 3. Va desde la Avenida de las Perlas (vía de comunicación con balnearios al oeste) hasta el acceso a la playa de El Fortín. En ella está situado un autoservicio, la Comisión Fomento y es una de las calles que rodea la Hostería. Además, se cruza con todas las calles del balneario exceptuando la Calle 5 y la Calle 7.

### Vías de comunicación con otros balnearios
La Avenida de las Perlas comunica El Fortín con el balneario de Marindia, y este último se comunica con Salinas a través de la calle Solís.
Desde Avenida de las Perlas se puede acceder a casas y comercios de Marindia, ya sea sobre la Ruta Interbalnearia o dentro de la misma localidad.
Esta avenida finaliza en la calle Solís, que va de norte a Sur y es el límite entre Marindia y Salinas. A través de esta calle se puede acceder a la Rambla Costanera de esa zona, a las casas y comercios dentro de Salinas, y a la Avenida Julieta que se convierte en la Ruta 87 pasando al norte de la Ruta Interbalnearia.